# Beaumont (Alta Saboya)
 Beaumont  es una población y comuna francesa, en la región de Auvernia-Ródano-Alpes, departamento de Alta Saboya, en el distrito de Saint-Julien-en-Genevois y cantón de Saint-Julien-en-Genevois.

## Demografía
| 675 | 711 | 757 | 843 | 1018 | 1293 |
| Para los censos de 1962 a 1999 la población legal corresponde a la población sin duplicidades (Fuente: INSEE [Consultar]) |     |     |     |      |      |